# 24-Stunden-Rennen von Dubai 2018

Streckenlayout

Das 13. 24-Stunden-Rennen von Dubai, auch Hankook 24H DUBAI 2018, fand vom 11. bis 13. Januar 2018 statt.

## Das Rennen
Den Sieg in der GT Wertung konnte sich die Nummer 2 von Black Falcon sichern. In der TCE Wertung war es die Nummer 130 vom Liqui Moly Team Engstler, die sich den Sieg sichern konnte. Die Teamwertung gewann Mercedes.

## Ergebnisse

### Schlussklassement
| 1               | A6-PRO  | 2   | Black Falcon                                      | Abdulaziz Al Faisal Hubert Haupt Yelmer Buurman Gabriele Piana                       | Mercedes-AMG GT3                 | 606 |
| 2               | A6-PRO  | 12  | Manthey Racing                                    | Lars Kern Sven Müller Mathieu Jaminet Otto Klohs                                     | Porsche 991 GT3 R                | 604 |
| 3               | A6-PRO  | 964 | GRT Grasser Racing Team                           | Mark Ineichen Rolf Ineichen Christian Engelhart Mirko Bortolotti                     | Lamborghini Huracán GT3          | 604 |
| 4               | A6-AM   | 16  | SPS automotive performance                        | Dominik Baumann Lance David Arnold Tim Müller Valentin Pierburg                      | Mercedes-AMG GT3                 | 597 |
| 5               | A6-PRO  | 9   | BWT Mücke Motorsport                              | Markus Winkelhock Mike David Ortmann Andreas Weishaupt Ricardo Feller Christer Jöns  | Audi R8 LMS                      | 597 |
| 6               | SPX     | 37  | Tsunami R.T.                                      | Andrii Kruglyk Côme Ledogar Oleksandr Gaidai Alessio Rovera                          | Porsche 991 Cup MR II            | 593 |
| 7               | A6-PRO  | 777 | MS7 by WRT                                        | Christopher Mies Dries Vanthoor Michael Vergers Mohammed Bin Saud Al Saud            | Audi R8 LMS                      | 592 |
| 8               | A6-AM   | 18  | V8 Racing                                         | Luc Braams Duncan Huisman Alex van t'Hoff Rick Abresch Finlay Hutchison              | Chevrolet Corvette C6-ZR1        | 592 |
| 9               | A6-AM   | 25  | HTP Motorsport                                    | Alexander Hrachowina Indy Dontje Bernd Schneider Brice Bosi Martin Konrad            | Mercedes-AMG GT3                 | 592 |
| 10              | A6-AM   | 911 | Herberth Motorsport                               | Daniel Allemann Ralf Bohn Robert Renauer Alfred Renauer Dennis Olsen                 | Porsche 991 GT3 R                | 590 |
| 11              | A6-AM   | 34  | Car Collection Motorsport                         | Johannes Kirchhoff Gustav Edelhoff Elmar Grimm Ingo Vogler Wiggo Dalmo               | Audi R8 LMS                      | 589 |
| 12              | A6-AM   | 963 | GRT Grasser Racing Team                           | Rik Breukers Mauro Calamia Christoph Lenz Roberto Pampanini Mark Ineichen            | Lamborghini Huracán GT3          | 588 |
| 13              | A6-PRO  | 20  | D'station Racing                                  | Tsubasa Kondo Tomonobu Fujii Seiji Ara Satoshi Hoshino                               | Porsche 991 GT3 R                | 587 |
| 14              | 991-PRO | 62  | Fach Auto Tech                                    | Jens Richter Thomas Preining Julien Andlauer Matt Campbell                           | Porsche 991-II Cup               | 585 |
| 15              | A6-PRO  | 8   | Lambda Performance                                | Daniel Keilwitz Csaba Walter Frank Kechele Nico Verdonck                             | Ford GT3 Lambda                  | 584 |
| 16              | A6-AM   | 27  | GP Extreme                                        | Frédéric Fatien Roald Goethe Stuart Hall Jordan Grogor Bassam Kronfli                | Renault Sport R.S. 01 GT3        | 581 |
| 17              | 991-AM  | 67  | race:pro motorsport                               | James Thorpe Claudio Cappelli Sean McInerney Phil Quaife                             | Porsche 991-II Cup               | 578 |
| 18              | 991-AM  | 26  | MRS GT-Racing                                     | Stephen Grove Bertram Hornung Matthias Jeserich Glenn van Parijs                     | Porsche 991-II Cup               | 577 |
| 19              | 991-AM  | 95  | Duel Racing                                       | Jules Westwood Sami Moutran Nabil Moutran Ramzi Moutran                              | Porsche 991-I Cup                | 575 |
| 20              | SPX     | 89  | MRS GT-Racing                                     | Christopher Zöchling Altfrid Heger Georg Bernsteiner Helmut Rödig                    | Porsche 991-II                   | 572 |
| 21              | A6-AM   | 19  | MP Motorsport                                     | Bert de Heus Henk de Jong Daniel de Jong                                             | Mercedes-AMG GT3                 | 572 |
| 22              | 991-AM  | 61  | Fach Auto Tech                                    | Marcel Wagner Heinz Bruder Peter Hegglin Philipp Frommenwiler Michael Hirschmann     | Porsche 991-II Cup               | 567 |
| 23              | A6-AM   | 33  | Car Collection Motorsport                         | Dirg Parhofer Dimitri Parhofer Rémi Terrail Frank Stippler Isaac Tutumlu Lopez       | Audi R8 LMS                      | 558 |
| 24              | TCR     | 130 | Liqui Moly Team Engstler                          | Luca Engstler Jean Karl Vernay Benjamin Leuchter Florian Thoma                       | Volkswagen Golf GTi TCR SEQ      | 556 |
| 25              | TCR     | 129 | LMS Racing by Bas Koeten Racing                   | Olli Kangas Kari-Pekka Laaksonen Antti Buri Willem Meijer                            | Seat LCR TCR V3 DSG              | 554 |
| 26              | GT4     | 248 | Phoenix Racing                                    | Gosia Rdest Joonas Lappalainen John-Louis Jasper Philip Ellis                        | Audi R8 LMS GT                   | 551 |
| 27              | 991-AM  | 187 | Raceunion                                         | Alex Autumn Felipe Fernández Laser Andreas Gülden Henric Skoog Wolfgang Triller      | Porsche 991-II Cup               | 550 |
| 28              | GT4     | 247 | Phoenix Racing                                    | Charles Kwan Darryl O’Young Shaun Wie Fung Thong Marchy Lee Adderly Fong             | Audi R8 LMS GT                   | 550 |
| 29              | SP2     | 58  | VDS Racing Adventures                             | Raphaël van der Straten Grégory Paisse Wolfgang Haugg José Close Karim Al Azari      | MARC Focus V8                    | 549 |
| 30              | 991-AM  | 79  | Speed Lover                                       | Marcel van Berlo Bob Herber Harry Hilders Daan Meijer                                | Porsche 991-I Cup                | 549 |
| 31              | GT4     | 264 | Black Falcon Team TDM Friction                    | Antares Au Jonathan Hui Frank Yu Kevin Wing Kin Tse                                  | Mercedes-AMG GT R SP-X           | 548 |
| 32              | 991-PRO | 63  | race:pro motorsport                               | Stanislav Minsky Murad Sultanov Klaus Bachler Nick Foster David Jahn                 | Porsche 991-II Cup               | 547 |
| 33              | GT4     | 233 | Besagroup Racing                                  | Franjo Kovac Cora Schumacher Roland Asch Sebastian Asch Fidel Leib                   | Mercedes-AMG GT T SP-X           | 546 |
| 34              | TCR     | 115 | Bonk Motorsport                                   | Hermann Bock Max Partl Rainer Partl Michael Bonk Volker Piepmeyer                    | Audi RS3 LMS DSG                 | 544 |
| 35              | TCR     | 57  | LAP57 Motorsports                                 | Ashan Silva Nadir Zuhour Abdullah Al Hammadi Mohammed Al Owais                       | Audi RS3 LMS DSG                 | 538 |
| 36              | GT4     | 252 | Sorg Rennsport                                    | Olaf Meyer Henry Littig Stefan Aust John Allen Max Braams                            | BMW M4 GT4                       | 534 |
| 37              | 991-AM  | 69  | MSG HRT Motorsport                                | Holger Harmsen Stanislav Sidoruk Andrey Mukovoz Kim André Hauschild Stepan Krumilov  | Porsche 991-I Cup                | 533 |
| 38              | GT4     | 269 | 3Y Technology                                     | Eric Mouez David Loger Gregory Pain Michal Fabien                                    | BMW M4 GT4                       | 528 |
| 39              | SPX     | 88  | Speed Lover                                       | Daniel Desbrueres Christian Kelders Jean-Michel Gerome Pierre-Yves Paque             | Porsche 991 Cup MR I             | 527 |
| 40              | SP2     | 201 | CCS Racing                                        | Charel Arendt Uwe Schmidt Tom Kieffer Holger Baumgartner                             | KTM X-Bow                        | 525 |
| 41              | TCR     | 308 | Team Altran Peugeot                               | Kim Holmgaard Michael Carlsen Olivier Baron Guillaume Roman                          | Peugeot 308 Racing Cup           | 522 |
| 42              | SP2     | 78  | Speed Lover                                       | Dominique Bastien Jesus Diez Bob Wilwert Carlos Rivas                                | Porsche 991-I Cup                | 519 |
| 43              | SP3     | 178 | CWS Engineering                                   | Colin White Jac Constable Simon Murray Bradley Liebenberg                            | Ginetta G55                      | 519 |
| 44              | CUP1    | 131 | Hofor Racing powered by Bonk Motorsport           | Martin Kroll Michael Schrey Michael Fischer Bernd Küpper Gustav Engljähringer        | BMW M235i Racing Cup             | 519 |
| 45              | CUP1    | 151 | Sorg Rennsport                                    | Stephan Epp Fabian Danz Josh Caygill Yannick Mettler Kris Richards                   | BMW M235i Racing Cup             | 516 |
| 46              | CUP1    | 154 | QSR Racingschool                                  | Simon Klemund Tom Boonen Rodrigue Gillion Mario Timmers Jimmy de Breucker            | BMW M235i Racing Cup             | 515 |
| 47              | CUP1    | 235 | DUWO Racing                                       | Jean-Marie Dumont Frederic Schmit Nicolas Schmit Thierry Chkondali Bruno Derossi     | BMW M235i Racing Cup             | 511 |
| 48              | A6-AM   | 85  | PROsport Performance                              | Charles Putman Charles Espenlaub Joe Foster Adam Christodoulou                       | Mercedes-AMG GT3                 | 510 |
| 49              | A2      | 162 | Ciceley Motorsport                                | Adam Morgan Max Bird Frank Bird Jake Giddings                                        | Renault Clio Cup IV              | 509 |
| 50              | TCR     | 908 | Team Altran Peugeot                               | Aram Martroussian Henrik Sørensen Cyril Calmon Lionel Amrouche                       | Peugeot 308 Racing Cup           | 509 |
| 51              | TCR     | 55  | Atech – DXB                                       | Julian Griffin Will Morrison Colin Boyle Jonathan Simmonds                           | Seat Leon TCR V2 DSG             | 506 |
| 52              | CUP1    | 152 | Sorg Rennsport                                    | Stephen Gu Li-Fei Stefan Beyer Christoph Hewer Cameron Lawrence                      | BMW M235i Racing Cup             | 502 |
| 53              | A6-AM   | 7   | Black Falcon                                      | Saeed Al Mouri Saud Al Faisal Rui Águas Kriton Lendoudis                             | Mercedes-AMG GT3                 | 499 |
| 54              | SP2     | 60  | Lamera-Cup                                        | Philippe Marie Christophe Bouchut Pierre Couason Wilfried Merafina                   | Lamera Cup                       | 499 |
| 55              | SP3     | 238 | Lamera-Cup                                        | Nicolas Beraud Fabien Delaplace Laurent Piguet Stephane Pasquet                      | Lamera Cup                       | 498 |
| 56              | TCR     | 125 | Bas Koeten Racing                                 | Anthony Lambert Mathijs Bakker Ronny Jost J.M. Littman                               | Audi RS 3 TCR                    | 491 |
| 57              | SP3     | 278 | CWS                                               | Adam Hayes Steven Wells Paul May James May                                           | Ginetta G55                      | 484 |
| 58              | A2      | 171 | Jönsson Consulting                                | Søren Jönsson Lars Mogensen Niels Nyboe Kasper Bruun Christian Hansen                | Peugeot RCZ                      | 476 |
| 59              | SP3     | 229 | Century Motorsport                                | Dominic Paul Mark Farmer Jon Barnes Nathan Freke                                     | Ginetta G55                      | 475 |
| 60              | A6-AM   | 991 | Gulf Racing Japan                                 | Bashar Mardini Philipp Sager Hisashi Kunie Kimihiro Yashiro Nicolas Saelens          | Porsche 911 GT3 R                | 458 |
| 61              | GT4     | 268 | 3Y Technology                                     | Nyls Stievenart Michael Petit Philippe Chatelet Éric Cayrolle                        | BMW M4 GT4                       | 451 |
| 62              | A2      | 164 | Ciceley Motorsport                                | Max Coates Harald Rettich Adam Hatfield Steffan Jusjong                              | Renault Clio Cup IV              | 436 |
| 63              | GT4     | 239 | Perfection Racing Europe                          | Claus Klostermann Michael Klostermann René Rasmussen Tommy Laugesen                  | Ginetta G55 GT4                  | 421 |
| 64              | SP3     | 237 | LAMERA-CUP                                        | Herve Dumas Gaël Penelon Eric Darne Thomas Merafina Giboudeaux                       | Lamera Cup                       | 396 |
| 65              | 991-Pro | 82  | RScar Motorsport                                  | Artem Soloviev Vadim Meshcheriakov Denis Gromov Roman Rusinov                        | Porsche 991 GT3 Cup              | 364 |
| 66              | SP3     | 71  | Cor Euser Racing                                  | Cor Euser Einar Thorsen McKay Snow Klaus-Dieter Frommer                              | BMW M3 (E46)                     | 327 |
| Nicht klassiert |         |     |                                                   |                                                                                      |                                  |     |
| 67              | TCR     | 112 | Stanco and Tanner Motorsport by Autorama Wetzikon | Stefan Tanner Luigi Stanco Ralf Henggeler Andrew Mollison Rudolf Rhyn                | Audi RS 3 TCR                    | 282 |
| 68              | TCR     | 99  | RKC TGM Motorsport                                | Ricky Coomber Thomas Gannon David Drinkwater Umair Ahmed Khan                        | Honda Civic Type R TCR           | 260 |
| 69              | GT4     | 111 | ALFAB Racing                                      | Erik Behrens Daniel Ros Fredrik Ros Anders Lewin                                     | McLaren 570S GT4                 | 197 |
| 70              | TCR     | 888 | AC Motorsport                                     | Stephane Perrin Alexandre Renneteau Vincent Radermecker Reinis Nitišs                | Audi RS 3 TCR                    | 158 |
| 71              | SP3     | 786 | Scangrip Racing                                   | Niels Borum Anders Lund Sune Marcussen Michael Nielsen                               | BMW 335i Coupe (E92)             | 146 |
| 72              | 991-AM  | 111 | track-club                                        | Ryan Ratcliffe Andrew Gordon-Colebrooke Marcus Jewell Adam Balon                     | Porsche 991 GT3 Cup              | 142 |
| 73              | SP3     | 232 | Optimum Motorsport                                | Adrian Barwick William Moore Marc Brough Charlie Hollings                            | Ginetta G55 GT4                  | 118 |
| 74              | A6-Pro  | 5   | Ram Racing                                        | Euan Hankey Tom Onslow-Cole Remon Leonard Vos                                        | Mercedes-AMG GT3                 | 101 |
| 74              | A6-Am   | 28  | GP Extreme                                        | Jean-Pierre Valentini Axcil Jefferies Nicky Pastorelli Alban Varutti Bassam Kronfli  | Renault RS01 GT3                 | 19  |
| Ausgefallen     |         |     |                                                   |                                                                                      |                                  |     |
| 75              | SPX     | 10  | Leipert Motorsport                                | Tadas Volbikas Aleksander Schjerpen Melvin Moh Lim Keong Wee Oliver Webb             | Lamborghini Huracán Super Trofeo | 541 |
| 76              | SPX     | 87  | GDL Racing Middle East                            | Frank Pelle Vic Rice Massimo Vignali Rory Penttinen                                  | Lamborghini Huracán Super Trofeo | 508 |
| 77              | A6-PRO  | 3   | Black Falcon                                      | Manuel Metzger Luca Stolz Jeroen Bleekemolen Khaled Al Qubaisi                       | Mercedes-AMG GT3                 | 502 |
| 78              | TCR     | 216 | Modena Motorsports                                | Wayne Shen John Shen Francis Tjia Benny Simonsen Mathias Beche                       | Seat Leon TCR V3 SEQ             | 500 |
| 79              | 991-AM  | 90  | MRS GT-Racing                                     | Alex Welch Thierry Blaise Olivier Baharian Manuel Nicolaidis                         | Porsche 991-II Cup               | 491 |
| 80              | A6-AM   | 1   | Hofor-Racing                                      | Christiaan Frankenhout Kenneth Heyer Roland Eggimann Chantal Kroll Michael Kroll     | Mercedes-AMG GT3                 | 483 |
| 81              | A6-AM   | 24  | SPS automotive performance                        | Antonin Borga Richard Feller Iradj Alexander Alexandre Coigny                        | Mercedes-AMG GT3                 | 481 |
| 82              | SP2     | 246 | KTM M Motorsport Australia                        | Justin McMillan Glen Wood Peter Kox Nico Pronk                                       | KTM X-Bow GT4                    | 470 |
| 83              | TCR     | 212 | Stanco and Tanner Motorsport by Autorama Wetzikon | Rudolf Rhyn Cody Hill Marlon Menden Adrian Spescha Stefan Tanner                     | SEAT León TCR                    | 411 |
| 84              | A6-Pro  | 66  | Attempto Racing                                   | Clemens Schmid Pieter Schothorst Steijn Schothorst Alex Riberas Edward Lewis Brauner | Lamborghini Huracán GT3          | 403 |
| 85              | TCR     | 303 | Red Camel-Jordans.nl                              | Dirk Vorländer Ivo Breukers Maxim Aronov Lev Fridman                                 | SEAT León TCR                    | 388 |
| 86              | SPX     | 77  | GDL Racing Team Asia                              | Richard Verburg Gerald Tan Nigel Farmer Lim Keong Liam                               | Lamborghini Huracán Super Trofeo | 376 |
| 87              | GT4     | 84  | Team RACE SCOUT by Winward                        | Russell Ward Bryce Ward Christian Gebhardt Norberto Fontana Bernd Schneider          | Mercedes-AMG GT R SPX            | 342 |
| 88              | GT4     | 40  | Brookspeed International Motorsport               | James McGuire Ian James Matthew Bell John Schauerman Pierre Kleinubing               | Porsche Cayman GT4 Clubsport MR  | 339 |
| Nicht gestartet |         |     |                                                   |                                                                                      |                                  |     |
| 89              | A6-Pro  | 96  | Optimum Motorsport                                | Oliver Wilkinson Bradley Ellis Christopher Haase                                     | Audi R8 LMS                      | 1   |
| 90              | TCR     | 127 | Bonk Motorsport                                   | Michael Bonk Volker Piepmeyer Axel Burghardt Simon Wirth                             | Audi RS 3 TCR                    | 2   |

1 nicht gestartet
2 nicht gestartet

### Nur in der Meldeliste
Zu diesem Rennen sind keine weiteren Meldungen bekannt.

### Klassensieger
| Klasse  | Fahrer       | Fahrer         | Fahrer       | Fahrer        | Fahrer           | Fahrzeug                    | Platzierung im Gesamtklassement |
| ------- | ------------ | -------------- | ------------ | ------------- | ---------------- | --------------------------- | ------------------------------- |
| A6-PRO  | A. Al Faisal | H. Haupt       | Y. Buurman   | G. Piana      |                  | Mercedes-AMG GT3            | Gesamtsieg                      |
| A6-AM   | D. Baumann   | L. D. Arnold   | T. Müller    | V. Pierburg   |                  | Mercedes-AMG GT3            | Rang 4                          |
| A2      | A. Morgan    | M. Bird        | F. Bird      | J. Giddings   |                  | Renault Clio Cup IV         | Rang 49                         |
| 991-PRO | J. Richter   | T. Preining    | J. Andlauer  | M. Campbell   |                  | Porsche 991 GT3 Cup         | Rang 14                         |
| 991-AM  | J. Thorpe    | C. Cappelli    | S. McInerney | P. Quaife     |                  | Porsche 991 GT3 Cup         | Rang 17                         |
| SPX     | A. Kruglyk   | C. Ledogar     | O. Gaidai    | A. Rovera     |                  | Porsche 991 Cup MR II       | Rang 6                          |
| SP2     | R. Straten   | G. Paisse      | W. Haugg     | J. Close      | K. Al Azari      | MARC Focus V8               | Rang 29                         |
| SP3     | C. White     | J. Constable   | S. Murray    | B. Liebenberg |                  | Ginetta G55                 | Rang 43                         |
| TCR     | L. Engstler  | J. Vernay      | B. Leuchter  | F. Thoma      |                  | Volkswagen Golf GTi TCR SEQ | Rang 24                         |
| GT4     | G. Rdest     | J. Lappalainen | J. Jasper    | P. Ellis      |                  | Audi R8 LMS GT              | Rang 26                         |
| CUP1    | M. Kroll     | M. Schrey      | M. Fischer   | B. Küpper     | G. Engljähringer | BMW M235i Racing Cup        | Rang 44                         |

### Renndaten
- Gemeldet: 90
- Gestartet: 88
- Gewertet: 66
- Rennklassen: 11
- Zuschauer: unbekannt
- Wetter am Renntag: unbekannt
- Streckenlänge: 5,390 km
- Fahrzeit des Siegerteams: 24:00:25,686 Stunden
- Gesamtrunden des Siegerteams: 606
- Gesamtdistanz des Siegerteams: 3266,340 km
- Siegerschnitt: 136,050 km/h
- Pole Position: Christopher Mies – Audi R8 LMS (#777) –1:56.615[2]
- Schnellste Rennrunde: Mirko Bortolotti – Lamborghini Huracán GT3 (#964) – 1:58,199 = 164,160 km/h
- Rennserie: 1. Lauf zur 24-Stunden-GT-Meisterschaft 2018